# Агрімензор
Агрімензор (лат. agramensorum межівник) — назва посадової особи у римському легіоні, яка займалася обчисленням необхідної площі для побудови укріпленого табору.